# Armatura (scavo)
In edilizia l’armatura di uno scavo è quel dispositivo di protezione collettiva (ai sensi del D.lgs. n.81/2008) che protegge il lavoratore, che lavora all'interno dello scavo, dal rischio di seppellimento.
Bisogna provvedere ad armare uno scavo quando l'ubicazione dello scavo (es. contesto urbano) o la sua profondità (maggiore si 1,50 m)  non consentono di realizzare le pareti inclinate secondo l'angolo di naturale declivio o si supera
l'altezza critica caratteristica del materiale o se il terreno è di natura franosa.

L'armatura per essere efficace deve essere perfettamente aderente alle pareti dello scavo; per garantire la continuità del contrasto può essere inserito del materiale di rincalzo tra la facciata dello scavo e l'armatura stessa.

Le armature possono essere messe in opera prima dello scavo e raggiungere profondità maggiori del fondo scavo, oppure via via che questo procede.

## Elementi costituenti
Di norma l'armatura dello scavo è costituita dai seguenti 3 elementi:
- pannelli (elementi longitudinali);
- montanti (elementi verticali);
- puntoni o sbadacchi (elementi trasversali di contrasto).

Tali elementi vengono assemblati a formare un modulo unitario simile ad una gabbia di sicurezza.

Il puntone deve essere sempre applicato non direttamente sul pannello ma sull'elemento verticale, che sostiene quest'ultimo, e che è meccanicmanete più adatto a sopportare la forza di contrasto.

## Dimensionamento
Le armature devono essere sufficientemente resistente da opporsi, senza deformarsi o rompersi,
ai carichi agenti sulle pareti dello scavo.

Per il loro dimensionamento si dovrà considerare:
- il tipo di terreno interessato (pressione attiva del terreno che può essere calcolata adottando i tradizionali metodi di Rankine o Coulomb);
- la presenza di acqua di falda (pressione idrostatica),
- i sovraccarichi agenti ai lati dello scavo (es. depositi di materiali a bordo scavo);
- le sollecitazioni dinamiche es(vibrazioni prodotte dalle attività di cantiere o dal traffico stradale o da sismi);
- la tipologia dei lavori da realizzare (es. posa di condotte, realizzazione di fondazione ecc.)

l'armatura deve essere realizzata in modo da poter sopportare, senza deformarsi, anche
carichi asimmetrici del terreno.

## Tipologia
I sistemi di protezione degli scavi a cielo aperto possono essere distinti nel modo
che segue:
1. Sistemi realizzati in cantiere:
- Sistemi realizzati totalmente in legno.
- Sistemi realizzati con puntoni in metallo.
2. Sistemi realizzati con componenti prefabbricati:
- Sistemi realizzati mediante blindaggi.
- Sistemi realizzati mediante palancole.

### Sistemi realizzati in opera
Nell'armatura assemblata in opera gli elementi possono essere in legno o metallo (puntelli).

L'armatura totalmente in legno o sbadacchiatura è quella tradizionale e può essere realizzate  con tavole orizzontali posizionate ogni 60–70 cm di scavo sostenute in verticale da montanti in legno squadrati a tutt'altezza con interasse compreso tra 1,5 e 2 metri affiancati e vincolati fra loro al piede ed alla sommità attraverso puntelli in legno orizzontali.
Il puntello deve essere collocato sull'elemento verticale che lo sostiene e non direttamente sulla tavola orizzontale.
Se si utilizzano i puntelli di acciaio disposti perpendicolarmente ai montanti  occorre sempre verificare che il carico trasmesso dal puntello sia compatibile con quello resistente dell'elemento ligneo.

Nel caso si debba far fronte a spinte notevoli si possono rinforzare le pareti dello cavo mediante l'utilizzo di palancole metalliche.

In questo caso prima vengono infisse le palancole e successivamente si avvia lo scavo.

Man mano che lo scavo procede si posizionano i puntoni.

### Sistemi prefabbricati
I sistemi prefabbricati sono costituiti da montanti e pannelli metallici modulari componibili.

Secondo la norma UNI EN 13331 si distinguono 4 in tipologie:
- sistema di puntellazione per scavi supportato a centro (tipo CS o a guide semplici) - il singolo modulo è costituito da una coppia di pannelli collegati mediante una serie di puntelli fissati in corrispondenza della loro linea mediana verticale;
- sistema di puntellazione per scavi supportato ai bordi (tipo ES o a guide doppie) - il singolo modulo è costituito da una coppia di pannelli collegati mediante una serie di puntelli fissati in corrispondenza dei due bordi verticali;
- sistema di puntellazione per scavi con rotaia di scorrimento (tipo R, tipo RS a singola rotaia, tipo RD a doppia rotaia e tipo RT a tripla rotaia)  - il singolo modulo è costituito i pannelli possono essere spostati verso l'alto o il basso scorrendo lungo rotaie di scorrimento;
- sistema di puntellazione per scavi supportato ai bordi da trascinare orizzontalmente, cassa a trascinamento (tipo DB) -

I puntelli si distinguono nei seguenti tipi:
- puntelli non regolabili (SN);
- puntelli con regolazione della lunghezza incrementale (SI);
- puntelli con regolazione della lunghezza variabile (SV).

## Posa in opera

### Sistemi realizzati in opera
Le modalità di posa in opera delle armature varia a seconda del caso che il terreno sia coesivo (argille) o non coesivo (sabbie).

I terreno coesivi a loro volta possono essere suddivisi in:
- a sufficiente coesione - quando lo scavo non è realizzabile in sicurezza fino alla profondità richiesta.
- a buona coesione - quando lo scavo può essere realizzato in sicurezza fino alla profondità richiesta

Nel primo caso si procede nel seguente modo:
Si realizza inizialmente uno scavo parziale fino ad una profondità tale da garantire la stabilità del cavo (di circa 80–120 cm). Successivamente si dispone una prima armatura e si procede con una seconda fase di scavo e di posa dell'armatura e così via fino al raggiungimento della profondità voluta.

Nel secondo caso realizzato lo cavo si posiziona una armatura con puntelli provvisori al fine di consentire successivamente agli addetti ai lavori di scendere nello scavo e posizionare i puntonoi definitivi.

Per i terreni granulari (non coesivi) che non garantiscono l'autosostentamento o in ambiente urbano dove bisogna evitare qualsiasi depressione del terreno si procede con il metodo detto armatura a marciavanti.

Questa procedura consiste nelle seguenti fasi:
- scavo di profondità limitata (30 cm);
- infissione nel terreno delle pareti verticali con una leggera inclinazione verso l'esterno dello scavo;
- installazione dei puntoni di contrasto;
- proseguimento dello scavo secondo le suddette fasi realizzando vari moduli di armatura aventi tutti la stessa inclinazione.

I puntoni devono essere posati parendo dall'alto verso il basso.

### Sistemi prefabbricati
Nei sistemi prefabbricati il modulo viene già assemblato prima di essere posto nello scavo.

Il modulo viene messo in opera con l'ausilio di mezzi di sollevamento secondo i seguenti metodi:
- metodo di taglio e spinta verso il basso: Il cassone è installato mentre si scava, spingendo ciascun pannello verso il basso utilizzando la benna dell'escavatore. I pannelli sono così spinti alternativamente su ogni montante angolare.
- metodo di posa si esegue prima lo scavo delle dimensioni in pianta del cassone e poi lo si posa verticalmente nello scavo.

## Sicurezza
Per garantire la sicurezza degli operatori edili dal rischio di seppellimento bisogna seguire le seguenti indicazioni:
- l'armatura deve poggiare su tutta la superficie al terreno e sovrastarne il margine superiore di almeno 30 cm;
- scavi in terreni coesivi rigidi fino a 1,5 m di profondità possono essere non armati ed avere pareti verticali;
- per profondità maggiori ai 1,5 m, non si possono superare le seguenti pendenze delle pareti degli scavi: dai 45° per terreni non coesivi o coesivi morbidi ai 60° per terreni coesivi rigidi o semirigidi. Se non si può garantire tale angolo bisogna provvedere ad armare gli scavi;
- è vietato depositare materiale lungo il bordo superiore dello scavo: lasciare libero un margine di sicurezza ≥ 60 cm;
- se viene prevista un'armatura tradizionale (sbadacchiatura), scavo ed armatura devono procedere gradualmente;
- dopo lo smontaggio del sostegno della trincea, nessun lavoratore deve scendere nello scavo;
- lo smontaggio delle armature tradizionali deve essere effettuato gradualmente seguendo il riempimento pertanto dal basso verso l'alto.

## Marcatura
I componenti dei sistemi realizzati in cantiere non necessitano di marcatura che deve essere effettuata per resistere nel tempo, per esempio attraverso stampaggio a freddo.
Sia i blindaggi che le palancole devono essere dotati di marcatura i primi ai sensi della EN 13331-1 i secondi ai sensi della EN 10248-1.
La marcatura deve essere effettuata per resistere nel tempo.
I componenti prefabbricati non devono però essere marcati CE poiché non esiste una direttiva di prodotto.

## Normativa
- UNI EN 13331-1:2004 - Sistemi di puntellazione per scavi - Parte 1: Specifiche di prodotto